# Operation Nördlicher Schutzschild
Als Operation Nördlicher Schutzschild (hebräisch מִבְצָע מָגֵן צְפוֹנִי Mivtza Magen Tzfoni, englisch Operation Northern Shield) wird eine Militäroperation der Israelischen Verteidigungsstreitkräfte an der Blauen Linie zwischen Israel und Libanon bezeichnet. Ziel der Operation war die Lokalisierung und anschließende Zerstörung von Tunneln, die von der libanesischen Miliz Hisbollah gebaut wurden und unterirdisch bis in israelisches Staatsgebiet reichten. Die Operation begann am 4. Dezember 2018 und wurde offiziell am 13. Januar 2019 beendet. Kampfhandlungen zwischen den beiden Konfliktparteien fanden nicht statt.

## Hintergrund
Die Israelische Armee startete 2013 erste Bemühungen, Tunnel der Hisbollah im Norden Israels aufzuspüren, nachdem Bewohner der Grenzregion zum Libanon berichteten, sie hätten Geräusche gehört, die sie unterirdischen Grabungen zuordneten. Es gelang allerdings nicht, Tunnel aufzuspüren. Nachdem während der Operation Protective Edge, einer Militäroperation gegen die Hamas im Gazastreifen, ein weitläufiges Tunnelsystem eine Schlüsselrolle spielte, wurde die Suche nach Tunneln im Norden Israels erneut aufgenommen. Innerhalb des Nordkommandos wurde eine Einheit geschaffen, die sich speziell mit der Aufspürung unterirdischer Tunnel beschäftigen sollte. Laut Militärangaben wurden zur Aufspürung seismische Sensoren und Radarsysteme eingesetzt. Konkrete Planungen, eine Operation zur Zerstörung der Tunnel durchzuführen, begannen circa zweieinhalb Jahre im Voraus im Geheimen. Um mit dem schwierigen Gelände an der Grenze zum Libanon umgehen zu können, wurde 2015 eine Gruppe von Soldaten zum Training mit Experten nach Europa geschickt.

## Verlauf
Am 4. Dezember, dem ersten Tag der Operation, verkündete die Armee die Entdeckung eines ersten, 200 Meter langen Tunnels, der von einem Haus in dem libanesischen Dorf Kafr Kila bis in israelisches Gebiet westlich von Metulla reichte. Über 36 Meter des Tunnels befänden sich auf der israelischen Seite der Grenze, teilte die Armee mit. Bei der Entdeckung dieses Tunnels installierte die Armee eine Kamera innerhalb des Tunnels, welche zwei mutmaßliche Hisbollah-Mitglieder aufnahm, während diese sich im Tunnel aufhielten. Die Armee identifizierte einen der Männer als Dr. Imad „Azaladin“ Fahs, der Kommandeur einer für die Tunnel zuständigen Einheit der Hisbollah sei. Die Hisbollah selber erklärte, bei den beiden Männern handele es sich lediglich um Drogenschmuggler und nicht um Mitglieder ihrer Organisation.
Am 6. Dezember bestätigte die UNIFIL, eine Beobachtermission der Vereinten Nationen im Libanon, die Existenz des ersten Tunnels. Am selben Tag gab die israelische Armee die Entdeckung eines zweiten Tunnels bekannt und rief die UNIFIL, die libanesische Regierung sowie die libanesische Armee dazu auf, sich an der Zerstörung der Tunnel auf libanesischer Seite der Grenze zu beteiligen.
Fünf Tage später, am 11. Dezember, bestätigte die UNIFIL die Existenz des zweiten Tunnels. Gleichzeitig gab die IDF die Entdeckung eines dritten Tunnels bekannt, den sie mit Sprengfallen versehen habe. Die Entdeckung eines vierten Tunnels, der ebenfalls mit Sprengstoff versehen worden sei, wurde am 16. Dezember mitgeteilt.
Am 17. Dezember bestätigte die UNIFIL die Existenz von insgesamt vier Tunneln nahe der Grenze, von denen zwei die Grenze nach Israel unterschreiten. Die Verletzung der Grenze wertete sie als Verstoß gegen die UN-Resolution 1701.
Am 25. Dezember machte die Armee die Entdeckung eines fünften Tunnels öffentlich, der bereits mit Sprengstoff zerstört worden sei.
Am 13. Januar 2019 fand die israelische Armee einen sechsten Tunnel, den sie als den „tiefsten, längsten und ausgefeiltesten Tunnel“ bezeichnete. Der Tunnel begann in der libanesischen Ortschaft Ramyeh, die 800 Meter von der Grenze entfernt liegt, und war rund einen Kilometer lang. Er beinhaltete unter anderem ein Beleuchtungssystem, Strom, Treppenstufen und kleine Bahngleise. Mit der Entdeckung des sechsten Tunnel wurde die Operation Nördlicher Schutzschild für beendet erklärt. Zerstört wurde dieser letzter Tunnel allerdings erst Ende Mai 2019.